# Komunikacja miejska w Kościerzynie
Komunikacja miejska w Kościerzynie – system transportu miejskiego w Kościerzynie, uruchomiony w 1998 roku. Obecnie składa się z trzech linii autobusowych.

## Historia
Pierwsza linia autobusowa w Kościerzynie została uruchomiona 1 października 1998. Łączyła ona miejski dworzec kolejowy z nowo otwartym Szpitalem Specjalistycznym. Był to ewenement na skalę województwa, Kościerzyna była najmniejszym miastem w ówczesnym województwie gdańskim, które posiadało własną komunikację autobusową. Sieć rozwijała się, w 2015 roku liczyła 4 linie plus kursy wykonywane jako połączenie dwóch linii (1/3 i 2/3), a w 2017 – 5 linii plus trzy kursy łączone, po zmianach w 2019 są to 3 linie. 1 kwietnia 2015, po uzyskaniu zgody radnych miejskich, komunikacja kościerska stała się bezpłatna. Było to pierwsze miasto w województwie pomorskim, które zdecydowało się na ten krok.

## Linie
PKS Starogard Gdański na zlecenie miasta obsługuje 3 linie autobusowe.
| Linia | Trasa | Czas przejazdu (min.) | Liczba przystanków |
| ----- | --- | --------------------- | ------------------ |
| 1     | Dworcowa (PKP) – Dworcowa – Matejki – Skarszewska – Kapliczna – Wojska Polskiego – Mazurka Dąbrowskiego – Wojska Polskiego – Szopińskiego – Kartuska – Heykego – Szkolna – Marchewicza – Rogali – Strzelecka – Sikorskiego – Skłodowskiej-Curie – Piechowskiego – Piechowskiego (Szpital) | 23 – 25               | 21                 |
| 2     | Dworcowa (PKP) – Dworcowa – Matejki – Wita Stwosza – Przemysłowa – Usługowa – Towarowa – Towarowa W kierunku Dworcowa (PKP): Towarowa – Towarowa – Wita Stwosza – ... Wybrane kursy z i do pętli Drogowców Nie funkcjonuje w weekendy i święta                                            | 8 – 15                | 8 – 11             |
| 3     | Dworcowa (PKP) – Dworcowa – Gdańska – Wojska Polskiego – Klasztorna – 8 Marca – Staszica – Skłodowskiej-Curie – Piechowskiego – Piechowskiego (Szpital) W kierunku Dworcowa (PKP): ... – Wojska Polskiego – Mazurka Dąbrowskiego – Wojska Polskiego – ...                                 | 10 – 11               | 10                 |

## Tabor

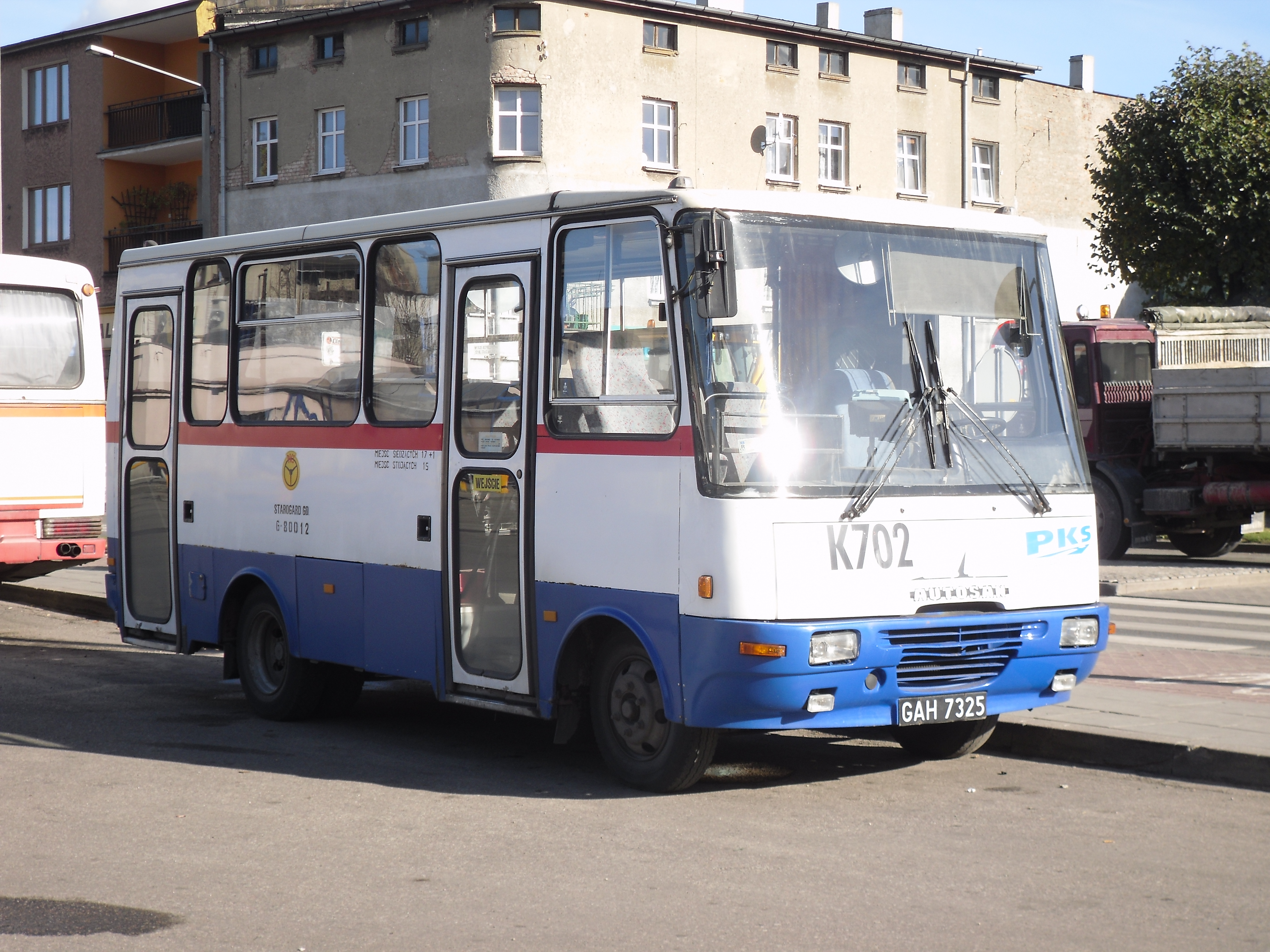
Autosan H6 w Kościerzynie, 2010

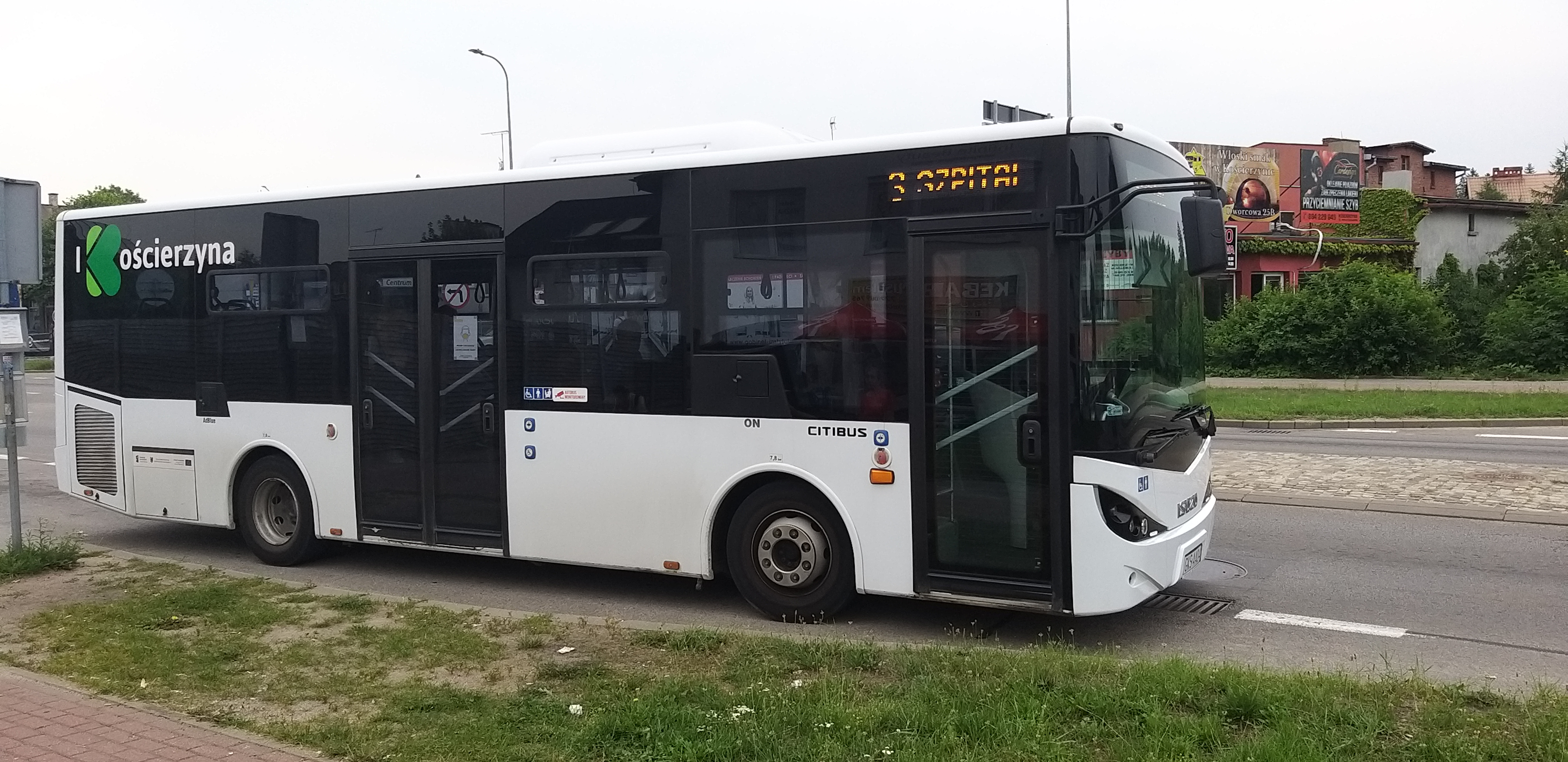
Isuzu Citibus w Kościerzynie, 2021

Początkowo tabor kościerskiej komunikacji stanowiły dwa autobusy Autosan H6-200 oraz Jelcz L11. W 2016 były to trzy Autosany H6 z 1998 i jeden H9-21 z 1999. W 2019, dzięki dofinansowaniu z Unii Europejskiej w ramach projektu „Budowa węzła integracyjnego w Kościerzynie połączona z rewitalizacją i adaptacją dworca kolejowego oraz utworzeniem komunikacji zbiorowej w Powiecie Kościerskim” udało się zakupić 5 sztuk autobusów marki Isuzu Citibus (należące obecnie do operatora). Zastąpiły one przestarzały tabor komunikacji.
| Marka         | Liczba sztuk | Numery taborowe |
| ------------- | ------------ | --------------- |
| Isuzu Citibus | 5            | K01 – K05       |